# Марлборо (регіон)
Марлборо (англ. Marlborough, маор. Tauihu) — однорівневий регіон один з шістнадцяти регіонів та одне з 67 територіальних управлінь Нової Зеландії, розташований у північно-східній частині Південного острова та прилеглих островах. За 26 кілометрів через протоку Кука від Північного острова. З населенням 45 900 осіб один з найменш людних регіонів країни, щільність лише 3.67 особи/км², площа регіону — 12 484 км². 67.3 % населення сконцентроване в адміністративному центрі — місті Бленім.

## Географія

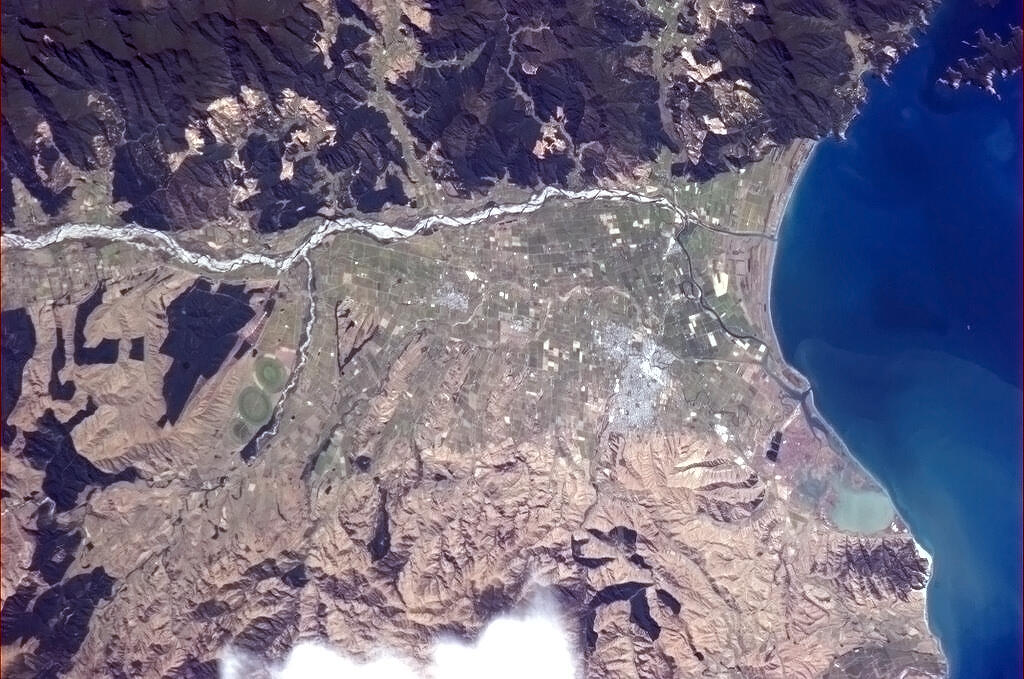
Знімок з МКС пн-зх частини регіону. Околиці Бленіма.

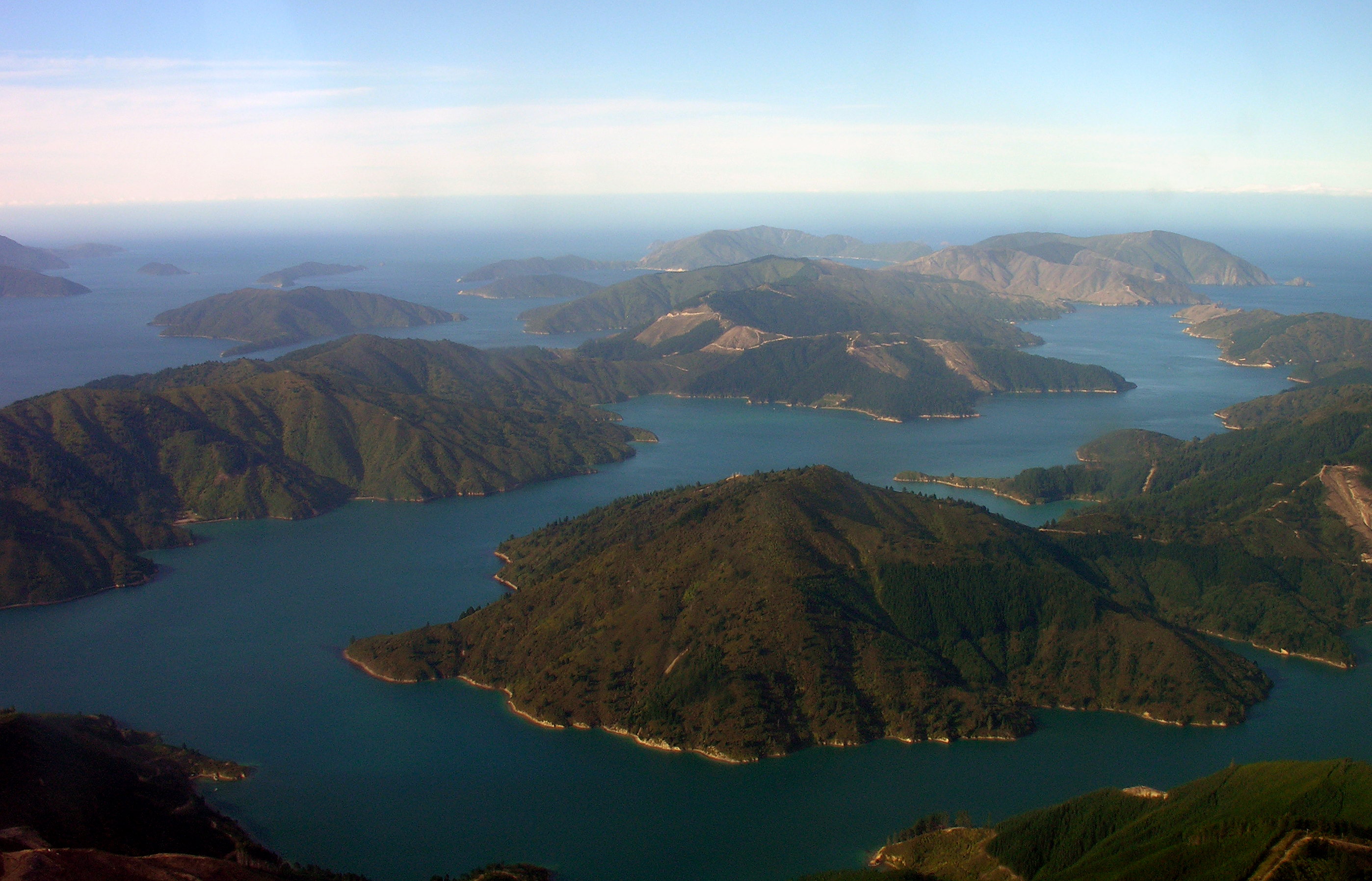
Аерознімок Марлбороу Саундс.

Регіон Марлборо знаходиться в північно-східній частині Південного острова. На півночі та сході омивається Тихим океаном, зокрема на півночі затокою Тасман Тасманового моря а на північному сході протокою Кука котра сполучає море з власне океаном.
На півдні межує з регіоном Кентербері, на заході з регіоном Тасман та на північному заході з регіоном-містом Нельсон. На північному сході всього за 26 км через протоку розташований столиця держави та регіон Веллінгтон на Північному острові.
Північну частину регіону утворює край Марлбороу Саундс, до якого відносяться десятки острівів, півостровів, заток та гаваней. Марлбороу Саундс з площею бл. 4 тис км², має дуже посічену берегову лінії (1/5 всього узбережжя Нової Зеландії). Зокрема: острів Д'Юрвіль (150 км², 8-ий за площею в країні) та Арапава (75 км², 13-е місце).
Ландшафт значної частини регіону формує дві паралелі хребтів Кайкоура, які є північним продовженням Південних Альп. Кілька двох тисячників, вершини котрих вкриті вічними снігами. До регіону належать відроги гори Тапуає-о-Уенуку (2885 м н.р.м., 41°59′45″ пд. ш. 173°39′45″ сх. д. / 41.99583° пд. ш. 173.66250° сх. д.).
З південного заходу на північний схід протікає 170 кілометрова річка Ваітарау. За 25-50 кілометрів південно-східніше паралельно протікає річка Аватере.
На північно-східному узбережжі низка солоних лагун.

## Геологія
На півдні та сході Марлборо проходить розлом конвергентної границі між Індо-Австралійською та Тихоокеанською тектонічними плитами. В Марлбороу відсутні діючі чи згаслі вулкани, проте часті землетруси силою до 6.5 балів, особливо часті з епіцентрами біля протоки Кука:

- 6.5 балів (16 серпня 2013 (41°44′03″ пд. ш. 174°09′32″ сх. д. / 41.73417° пд. ш. 174.15889° сх. д.)
- 6.5 балів (21 липня 2013 (41°42′44″ пд. ш. 174°26′36″ сх. д. / 41.71222° пд. ш. 174.44333° сх. д.)
- 6.0 балів (18 січня 1977 (41°43′51″ пд. ш. 174°15′00″ сх. д. / 41.73083° пд. ш. 174.25000° сх. д.)

## Економіка
Станом на березень 2013 року річний ВВП Марлборо становить 2.0 млрд $ (це трохи менше 1 % загальнонаціональної економіки). ВВП на душу дещо нижчий загальнодержавного  44 357 $ (майже 450 тис ₴/рік), по державі (47 532 $). 
Економіка регіону демонструє посередні темпи зростання, з 2007 до 2013 ВВП зріс на 19.7 %, це майже на 1/5 повільніше аніж загальнодержавний розвиток (24.5 % за цей же період). 

## Населення

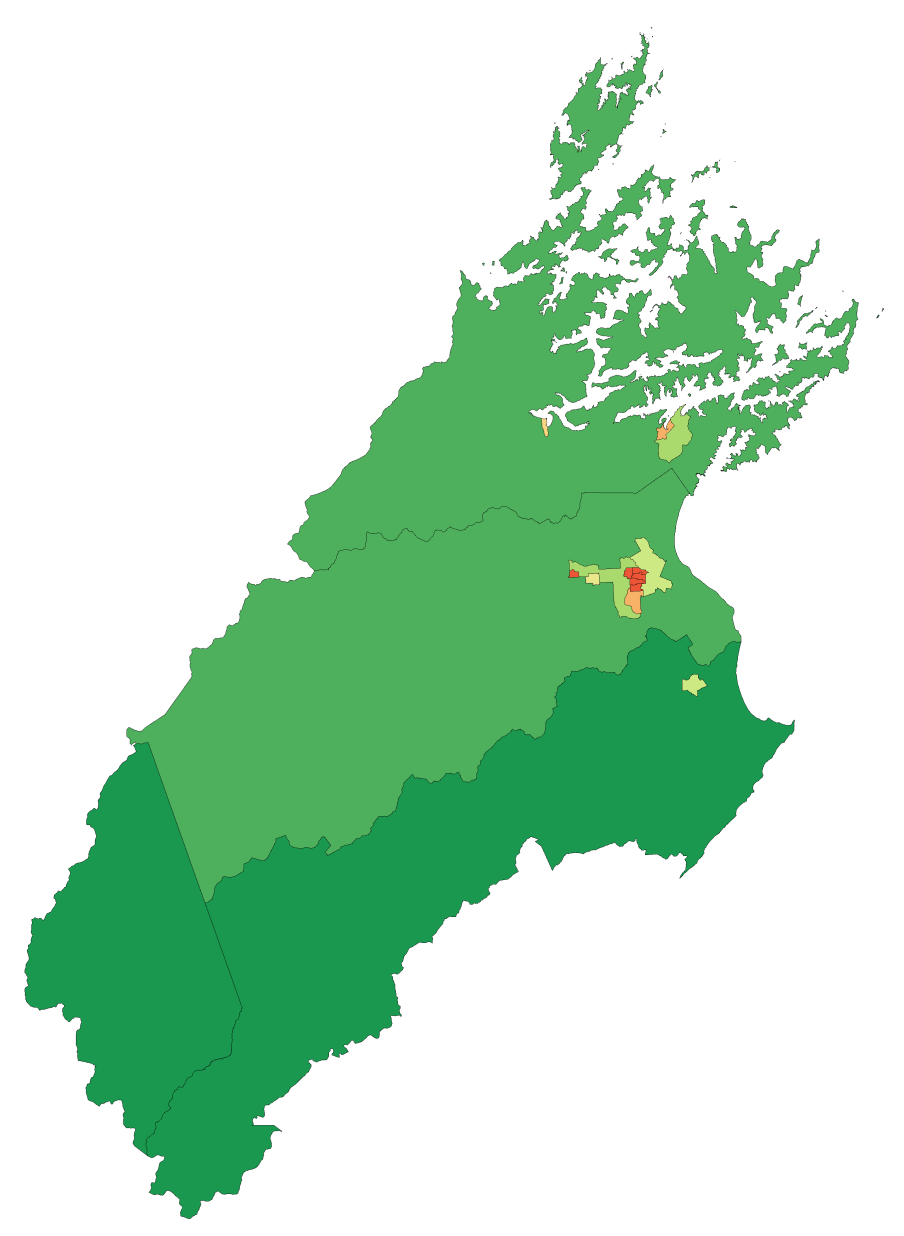
Щільність населення ^{(перепис 2006)}

Станом на середину 2013 населення Марлборо становить 45 900 (1.02 % населення Нової Зеландії), передостаннє, 15 місце. Регіон є одним з найменших за чисельністю та щільністю населення в державі. Щільність 3.67 особи/км², це вчетверо менше загальнодержавної. 
Значна частка населення 67.3 % (30 900 осіб) сконцентрована в адміністративному центрі та найбільшому місті регіону — в місті Бленім. 
Поселення регіону, з населенням понад 1 000 осіб:
- 30 900 Бленім
- 2,745 Піктон[en]
- 2,118 Ренвік[en]

Впродовж років регіон має незначну позитивну динаміку приросту населення, середній приріст за останні сім років (2006—2013) близько 370 осіб (+0.74 %) щороку, з них 185 природного приросту та стільки ж міграційного приросту. 
Для жителів регіону характерне значне старіння населення. З 2006 до 2013 середній вік постарішав на 2.2 роки та становить 44.9 років (сер.2013), це найстаріший регіон у всій країні. Частка дітей, одна з найменших в країні. Віковий розподіл: 0-14 років — 17.7 %, 15-39 — 26.0 %, 40-64 — 35.6 %, 65+ — 20.7 %. 

## Персони
- Вільям Пікерінг (нар. 10 грудня 1910—пом. 15 березня 2004) — фізик та астроном, конструктор ракет, мешкав в Марлборо.
- Ернест Резерфорд (нар. 30 серпня 1871—пом. 19 жовтня 1937) —  Нобелівська премія з хімії (1908), мешкав в Марлборо.

## Адміністративний устрій
Марлборо є одним з 5 однорівневих регіонів Нової Зеландії тобто обіймає також функції територіального управління (округу).
З 1987 до 1992 року діяла регіональна рада Нельсона-Марлборо. Проте вона розділилася на три однорівневих регіони: Тасман, Нельсон та Марлборо.